# Белохвостый заяц
Белохвостый заяц (лат. Lepus townsendii) — вид зайцев, обитающий в Северной Америке. Видовое название дано в честь американского натуралиста Джона Керка Таунсенда (1809—1851).

## Описание
Длина тела составляет от 56,5 до 65,5 см, масса от 2,75 до 3,6 кг. Самки обычно крупнее самцов. Окраска шерсти сверху от желтовато-коричневого до серо-коричневого цвета, брюхо белёсое. От других видов отличается белым хвостом с полосами жёлто-коричневого или серого цвета.

## Распространение
Вид распространён в Канаде (Альберта, Британская Колумбия, Манитоба, Онтарио, Саскачеван), США (Калифорния, Колорадо, Айдахо, Иллинойс, Айова, Канзас, Миннесота, Миссури, Монтана, Небраска, Невада, Нью-Мексико, Северная Дакота, Орегон, Южная Дакота, Юта, Вашингтон, Висконсин). Этот вид был встречен на высоте 30 м на колумбийской равнине и 4319 метров над уровнем моря на горе Брос, штат Колорадо. Основная среда обитания — это открытые степи и равнины.

## Образ жизни
Ведёт ночной, одиночный образ жизни. Питается преимущественно травами и разнотравьем, зимой кустарниками. В течение дня прячется в земляных норах или густой растительности. Чтобы быстро скрыться от хищников, создаёт тропы в снегу и тоннели под снегом. Достигает скорости до 55 км/час. Период беременности в среднем 42 дня, размер приплода от 1 до 11 детёнышей, в среднем четыре-пять и зависит от среды. Кормление молоком продолжается месяц. Естественными врагами являются лиса, койот и хищные птицы. Люди также охотятся ради их меха и мяса или из спортивных целей.